# キャッチ!55
『キャッチ!55』（キャッチ・ゴーゴー）は奈良テレビ放送で1978年4月から1987年9月まで生放送されていた音楽番組・エンターテインメント情報番組である。

## 概要
表題は、奈良テレビのアナログ放送親局（松尾山）の55チャンネルの電波を捕まえてもらおうという意味を込めたものとされている。奈良テレビはUHFであり、大阪府（実際には奈良県と大阪府の境にある生駒山）から発信される広域放送のVHFとは異なり、UHFは別にアンテナを立てなければならず、地域によっては受信が困難な地域も多く存在していたため、広告収入の営業面での工面が課題となっていたことから、その起爆剤として立ち上げられたとされている。
同番組はテレビ版ディスクジョッキーのスタンスを取り入れ、奈良テレビアナウンサー・岡山正博の進行（最晩年は別のパーソナリティに交代）で、この当時若者に人気のあった、主に洋楽系を中心としたプロモーションビデオを中心に音楽をかけるとともに、県内を中心とした奈良テレビのサービスエリアで活動するアマチュアミュージシャンにスタジオでの生演奏を披露してもらうコーナーなどがあった。また視聴者から寄せられたはがき・手紙によるメッセージやイラストなどを紹介するコーナーもあった。
その他にも、映画情報の紹介も行っており、1983年公開の「戦場のメリークリスマス」を紹介した際には、監督の大島渚へのインタビューの模様を放送している

## 放送時間
- 1978年4月 - 1979年3月：土曜日 18:00 - 18:55
- 1979年4月 - 1980年9月：土曜日 18:00 - 19:00
- 1980年10月 - 1987年9月：土曜日 18:00 - 18:45

## 関連番組
- UTNジョッキー ミュージック・イン・ナラ